# Tüskevár
Tüskevár je vesnice v Maďarsku v župě Veszprém, spadající pod okres Devecser. Nachází se asi 10 km západně od Devecseru, 11 km východně od Jánosházy, 18 km severozápadně od Sümegu, 22 km severozápadně od Ajky a 35 km jihozápadně od Pápy. V roce 2015 zde žilo 574 obyvatel, z nichž 90,1 % tvoří Maďaři.
V roce 2010 při protržení hráze odkaliště u Ajky byl Tüskevár jednou ze zasažených obcí, jelikož leží na potoce Torna, ve kterém se usadilo mnoho červeného kalu a zmizel z ní veškerý život.
Vesnice leží na silnici 8 a je silničně spojená s obcemi Apácatorna, Doba, Iszkáz, Kamond, Karakó, Karakószörcsök, Kerta, Kisberzseny, Somlójenő a Somlószőlős. Tüskevárem protéká potok Torna, který se vlévá do řeky Marcal.
V obci se nachází škola, kostel, kaple, muzeum, tři obchody, hospoda, pošta a dětské hřiště.